# 香港中學入學考試
| 年份   | 日期    | 年份   | 日期    |
| ------ | ------- | ------ | ------- |
| 1962年 | 5月11日 | 1970年 | 5月6日  |
| 1963年 | 5月3日  | 1971年 | 5月5日  |
| 1964年 | 5月6日  | 1972年 | 5月3日  |
| 1965年 | 5月5日  | 1973年 | 5月3日  |
| 1966年 | 5月4日  | 1974年 | 5月3日  |
| 1967年 | 5月3日  | 1975年 | 4月30日 |
| 1968年 | 5月3日  | 1976年 | 5月4日  |
| 1969年 | 5月7日  | 1977年 | 5月3日  |

香港中學入學考試（英語：Secondary School Entrance Examination），又名中學入學試，俗稱升中試、SSEE、Secondary Exam或SE，是以往香港小學六年級學生參加的考試，由教育司署舉辦，目的在甄選考生入讀官立中學、津貼中學、補助中學，及私立中學的政府補助學位。中學入學試於1962年開設，取代以往的香港小學會考；但社會習慣上依然稱呼之為小學會考。1977年為最後一屆，之後香港中學學位分配辦法取代。

## 簡介
香港中學入學考試共設有3個科目：中文、英文、算術。英文小學考生可以應考特選英文卷一及卷二，以代替中文及英文科。考試於5月第一個星期其中一日舉行，每科設一卷，考試時間為45分鐘，一個下午考畢。1962年考試1時30分起，兩節休息時間各半小時。1963年起1時15分開始，兩節休息時間各40分鐘。到1970年起則提前至1時開始，休息時間增至50分鐘。
| 1962年    | 1962年               | 時間      | 時間      | 科目                 |
| 時間      | 科目                 | 1963年起  | 1970年起  | 科目                 |
| --------- | -------------------- | --------- | --------- | -------------------- |
| 1:30-2:15 | 算術                 | 1:15-2:00 | 1:00-1:45 | 中文（或特選英文一） |
| 2:45-3:30 | 英文（或特選英文一） | 2:40-3:25 | 2:35-3:20 | 算術                 |
| 4:00-4:45 | 中文（或特選英文二） | 4:05-4:50 | 4:10-4:55 | 英文（或特選英文二） |

每一科的試卷內都有大量題目，意在使大部份考生不能完卷。（例如1963年算術科多達92題，平均每題作答時間不到半分鐘。）
初時參加考試的學生須由小學挑選。每間小學可以挑選的學生比例，是上一年該校學生獲派中學比例的兩倍，或百分之六十，取這兩數的較大者。應考學生在考試年的8月31日，須未滿14歲。不符合年齡限制的學生，除非有特殊情形，通過校長保薦，否則不可應考。（14歲是當時香港勞工的最低合法年齡。）學生不得重考。1970年起，應考人數限制放寬，所有應屆小學畢業生都可參加。但年齡限制和不准重考規定一直不變。
各科分數調整後總和，用來定出學生等次，決定學生獲分配的學校。各科成績分為九等，一等最優，九等最劣，六等以上及格。學位分配結果於7月中公佈,考生可考獲X1~3級 Y1~3級, X級可獲派五年中學學位, Y1~3級可獲派三年中學學位, 其它成績就沒有學額分配。
1962年至1964年，每科試卷分兩部份，首20分鐘只可做第一部份，之後25分鐘只可做第二部份。1965年起，各科不再有分部限時。自1969年起，各科試卷加入電腦批改的多項選擇題。從這年起，每卷分甲乙兩部份，甲部為多項選擇題，每題設5個選項，乙部為填寫答案的傳統題目。同年英文中學會考亦首次採用多項選擇題。

## 派位方法
1970年以前，大多數學位來自官立和津貼中學的五年學位，少數是私立中學的五年受助學位，以及三年制實用中學學位。1971年起，政府開始向五年制私立中學購買大量三年受助學位，使可分配學位快速增加。
考生家長可以選擇25間中學（有些年份數目不同），開頭15個是五年資助中學，其後10個是三年資助中學，並回答如果所選擇的五年資助中學沒有學位，是否願意被派往未選擇的、有可能離家較遠的五年資助中學，或是派往所選擇的三年資助中學。
考生按分數劃分為17組(block)，從第1組開始，每次一組派位，首7組派往五年資助中學，第8組及有部分第9組派往三年資助中學。1975年起，改為X1-X5, Y1-Y2, Z1-Z5組，X1-X5派往五年資助中學，Y1-Y2派往三年資助中學。

## 教師的抗議行動
1973年，文憑教師因薪級問題遲遲未得解決，發起抗議升中試行動。教師在監考升中試後，向考生派發「給升中試考生的信」及白底紅字「升中試，壞制度」貼紙。信中痛批升中試迫使學生長時間溫習，剝奪學生的快樂童年，摧殘學生身心，而教師被迫操練學生應試，亦同受其害。信中又提出要求政府儘速增辦官津中學，以五年為期，逐步達至小學畢業生都可以升讀中學，使升中試可在五年後廢除。

## 採用十進制
1974年以前，算術科有使用英制和市制單位的計算題，運算較為繁瑣，尤以英制為然。例如：
- 1966年算術科[18]
  - 第35題（市制）：以2.7乘2丈4尺。答：6丈4尺8寸
  - 第40題（市制）：1擔12斤、2擔與2擔16斤的平均重量是多少？答：1擔76斤
  - 第53題（英制）：三角形的面積是1方碼1方呎，高是2呎，求底邊的長度？答：3碼1呎
  - 第63題（英制）：若1加侖水重10磅，求1品脫水之重量。答：1磅4安士

由於香港在1970年代推行十進制，自1975年起，算術科完全使用十進制單位。
在升中試最初數年，英鎊尚未進行十進制改革，仍用複雜的舊幣制。即使香港不使用英鎊，算術科也要測驗學生英鎊的繁複計算。例如：
- 1963年算術科[20]
  - 第24題：以36乘1英鎊3先令4便士。答：42英鎊
  - 第24題：1英鎊的2/3是多少？答：13先令4便士
  - 第52題：設港幣16元等於1英鎊，問港幣30元可換英幣若干？答：1鎊17先令6便士

## 取消升中試
最後一屆中學入學試於1977年5月3日舉行。1978年起，政府實施九年免費教育，中學入學試已無用處而廢除。首屆香港學業能力測驗於1977年12月6日舉行，取代中學入學試。

## 統計數據
以下是各年考試的統計數據：
| 年份 | 應考學生 | 獲派位學生 | 比率   |
| ---- | -------- | ---------- | ------ |
| 1962 | 25966    | 7781       | 29.97% |
| 1963 | 25662    | 8068       | 31.44% |
| 1964 | 28535    | 8013       | 28.08% |
| 1965 | 29144    | 8900       | 30.54% |
| 1966 | 30140    | 10027      | 33.27% |
| 1967 | 33245    | 11080      | 33.33% |
| 1968 | 35932    | 11549      | 32.14% |
| 1969 | 38566    | 13367      | 34.66% |
| 1970 | 54772    | 16164      | 29.51% |
| 1971 | 68301    | 24168      | 35.38% |
| 1972 | 79156    | 34989      | 44.20% |
| 1973 | 87374    | 41483      | 47.48% |
| 1974 | 93501    | 46762      | 50.01% |
| 1975 | 96119    | 48554      | 50.51% |
| 1976 | 97930    | 63266      | 64.60% |
| 1977 | 98143    | 73693      | 75.09% |